# سكوت تومسون (مسير أعمال)
سكوت تومسون (بالإنجليزية: Scott Thompson)‏ هو مسير أعمال أمريكي، ولد في 13 نوفمبر 1957 في تونتون في الولايات المتحدة.

## وصلات خارجية
- سكوت تومسون على موقع إن إن دي بي (الإنجليزية)